# 黄嘌呤氧化酶
黄嘌呤氧化酶（英語：Xanthine oxidase，缩写为XO，EC 1.17.3.2）是催化次黄嘌呤氧化为黄嘌呤并可继续催化黄嘌呤被氧化为尿酸的酶。对于包括人类在内的多种生物，黄嘌呤氧化酶在嘌呤的分解代谢中有很重要的作用。
黄嘌呤氧化酶可通过巯基的可逆氧化而转化为黄嘌呤脱氢酶。

## 反应
黄嘌呤氧化酶催化的是如下反应：
- 次黄嘌呤 + H2O + O2 {\displaystyle \rightleftharpoons } 黄嘌呤 + H2O2
- 黄嘌呤 + H2O + O2 {\displaystyle \rightleftharpoons } 尿酸 + H2O2

次黄嘌呤 (一个氧原子)
黄嘌呤 (两个氧原子)
尿酸 (三个氧原子)

## 结构
黄嘌呤氧化酶的分子量较大，约27万，并含有两分子FAD、两个钼原子和八个铁原子。酶中的钼以钼蝶呤辅因子的形式存在，是酶的活性位点。铁原子则为 [2Fe-2S] 铁氧还蛋白铁硫簇的一部分，参与电子转移反应。

## 催化机理
黄嘌呤氧化酶活性位点中钼蝶呤辅因子的钼原子另外与一个端氧、多个硫原子以及一个端羟基相连。在黄嘌呤至尿酸的反应中，钼上的氧先是转移至黄嘌呤分子上，然后，水分子与活性中间体进行加成，使活性的钼中心得到再生。
与其他已知的含钼氧还酶类相同的是，产物中新引入的氧原子是来自于水分子中的氧，而非氧气分子。